# Ficinia nodosa
Ficinia nodosa là loài thực vật có hoa trong họ Cói. Loài này được (Rottb.) Goetgh., Muasya & D.A.Simpson mô tả khoa học đầu tiên năm 2000.

## Hình ảnh

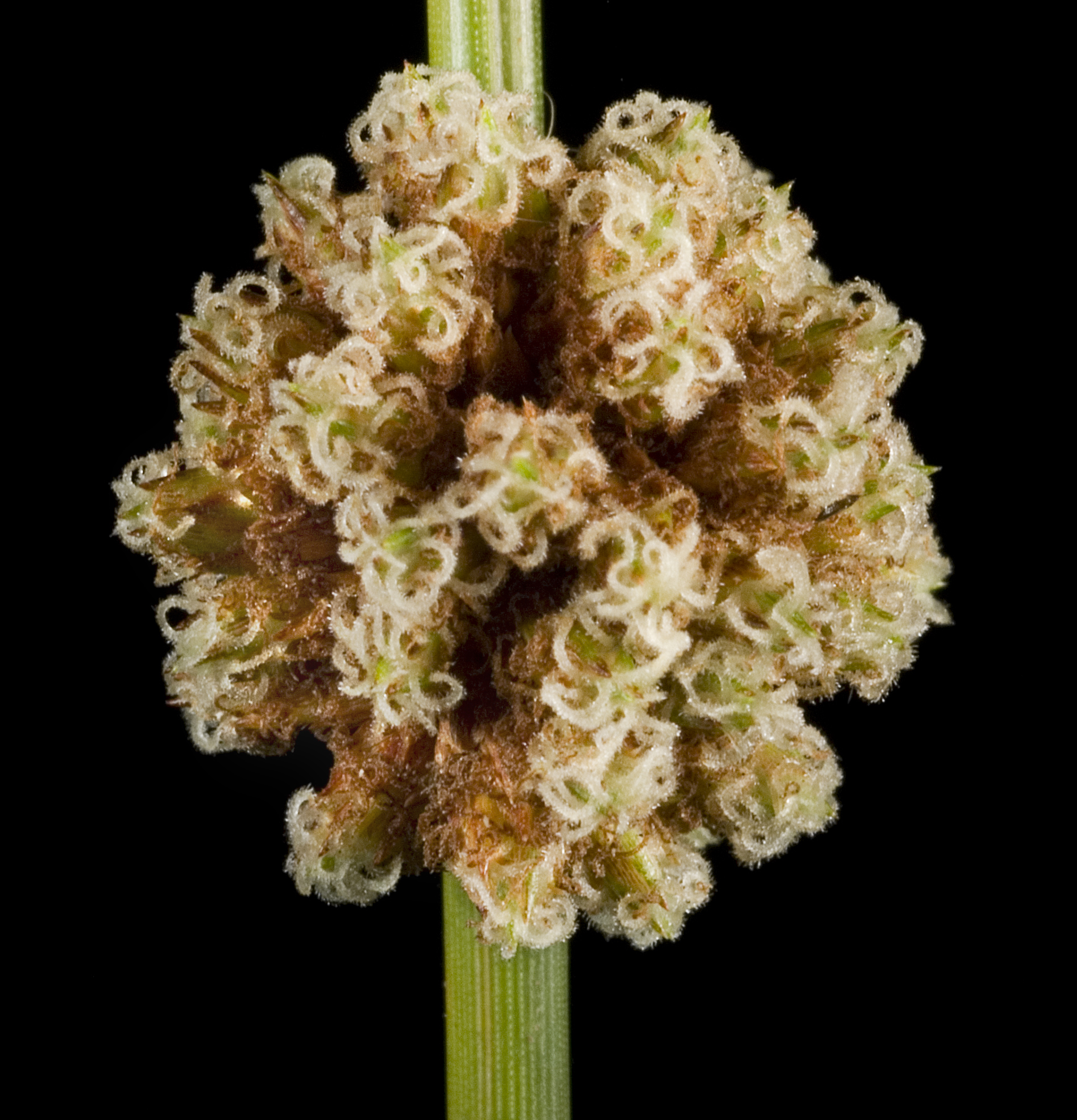
giống cái
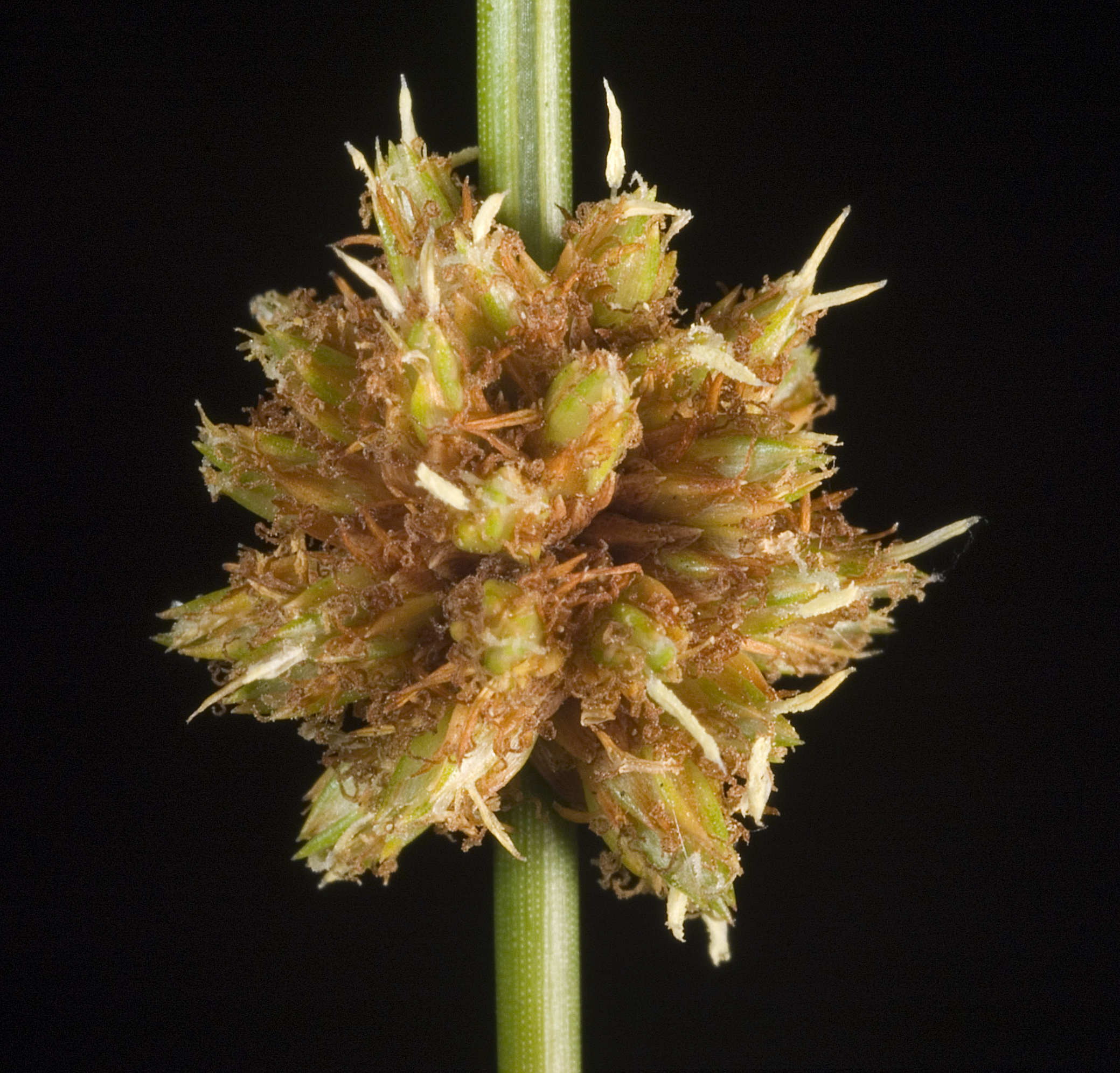
giống đực
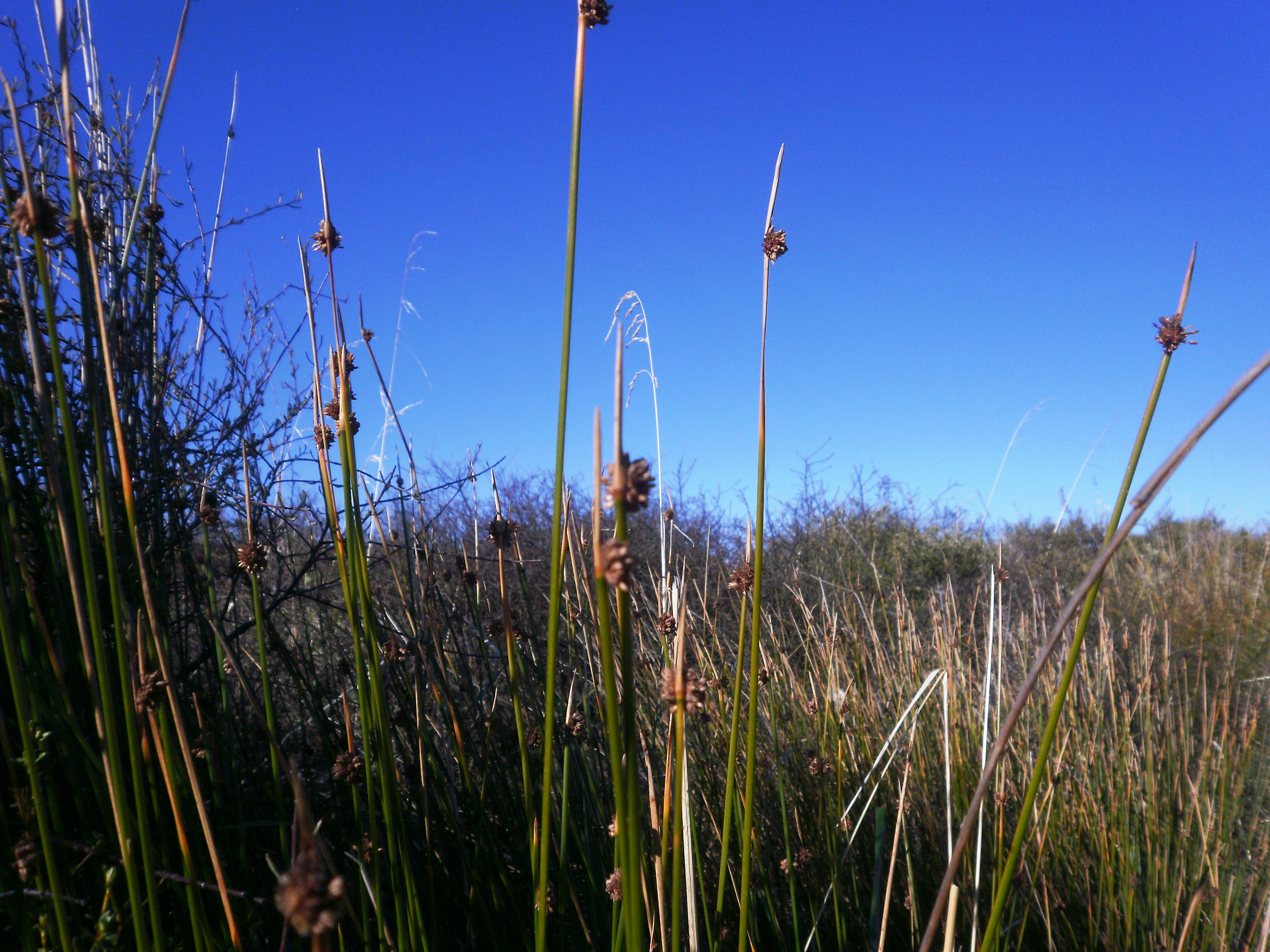